# Зинн, Ханс-Вернер
Ханс-Вернер Зинн (нем. Hans-Werner Sinn; род. 7 марта 1948, Браке, Вестфалия) — немецкий экономист.

## Биография
Учился в Мюнстерском и Маннгеймском университетах. С 1984 года является профессором Мюнхенского университета. Директор Центра экономических исследований (Мюнхен). Президент Института экономических исследований.
Один из руководителей Гамбургского архива мировой экономики.

## Оценки и высказывания
В 2016 году высказал мнение, что выход Финляндии из зоны евро и переход на национальную валюту был бы для страны менее болезненным, чем для ряда других стран, и мог бы значительно оживить экономику страны.

## Основные произведения
- «Экономические решения в условиях неопределенности» (Ökonomische Entscheidungen bei Ungewißheit, 1980)
- «Пенсионная реформа и демографический кризис» (Pension Reform and Demographic Crisis, 2000)